# Norman Alvis
Norman "Norm" Alvis est un  coureur cycliste américain, né le 12 juillet 1963 à Sacramento.
Il devient professionnel en 1989 et le reste jusqu'en 1998.

## Palmarès
- 1986
  - 3e étape de la Mammoth Classic
  - 2e de la Mammoth Clasic
  - 2e de la Vancouver Coors Pacific
- 1987
  -  Champion des États-Unis du contre-la-montre
- 1989
  - Gastown Grand Prix
- 1991
  - 1re étape du Tour de Bavière
- 1995
  -  Champion des États-Unis sur route
  - 4e étape du Tour de Taïwan
  - Commerce Bank International Championship
  - 3e étape du Herald Sun Tour
  - 2e de la Cascade Cycling Classic
  - 3e du Grand Prix d'Atlanta
- 1997
  - 5e, 7e et 9e étapes de la Fresca Classic
  - Tour de Toona :
    - Classement général
    - 3e étape

  - Herald Sun Tour :
    - Classement général
    - 4e, 11e et 12e (contre-la-montre) étapes

  - 2e du championnat des États-Unis du contre-la-montre
- 1998
  - 2e du championnat des États-Unis du contre-la-montre

## Résultats sur les grands tours

### Tour de France
1 participation
- 1990 : 142e

### Tour d'Italie
3 participations
- 1990 : 127e
- 1992 : 143e
- 1993 : 127e